# Зберігання відходів

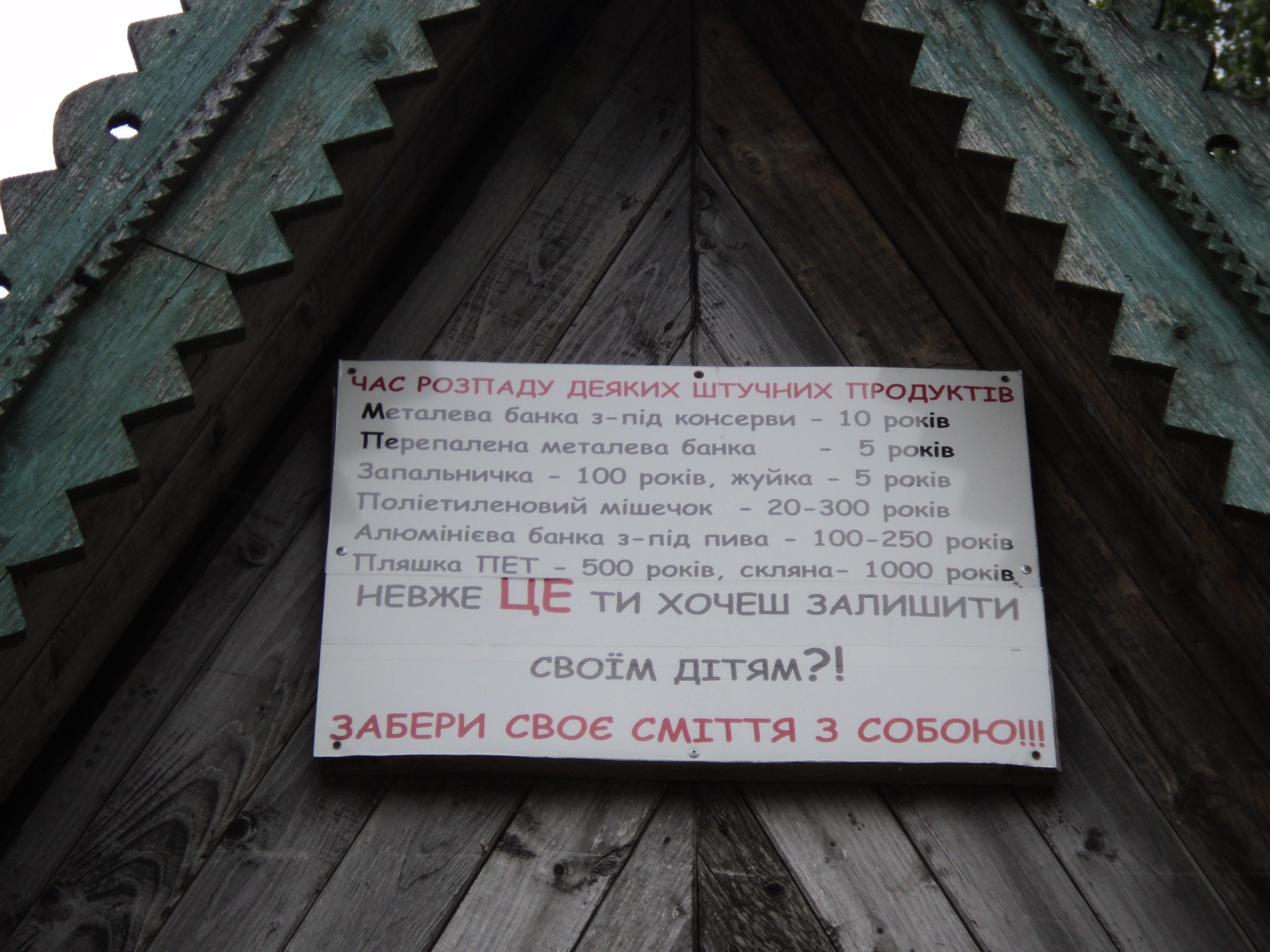
Еколого-інформаційний стенд у Карпатах

Зберіга́ння відхо́дів — тимчасове розміщення відходів у спеціально відведених місцях чи об'єктах (до їх утилізації чи видалення).

## Правила зберігання відходів
Збирання відходів здійснюється шляхом їх вилучення з місць (об'єктів) 
утворення і накопичення, сортування (при необхідності) за заданими 
ознаками на однорідні складові і розміщення в спеціалізованих місцях 
(об'єктах) для тимчасового зберігання до забезпечення оброблення, утилізації 
або видалення. 

## Класи небезпеки
Відходи I - III класів небезпеки в міру накопичення збирають у тару і 
доставляють у місця (об'єкти) тимчасового зберігання з дотриманням 
наступних вимог:
- збір і тимчасове зберігання відходів здійснюється на підставі інструкції і плану заходів, що повинні бути розроблені підприємствами.

- на кожне місце (об'єкт) зберігання відходів повинний бути складений спеціальний паспорт, у якому відбиваються технічна характеристика місця (об'єкта), дані про методи контролю і безпечної експлуатації, найменування і коди відходів, їх кількісний і якісний склад.

### I клас небезпеки
- надзвичайно небезпечні відходи зберігаються в герметично закритій тарі (сталеві бочки, контейнери і т.п.).

### II клас небезпеки
- високонебезпечні відходи зберігаються виходячи з їх фізичного стану в поліетиленових мішках, пакетах, бочках і інших видах тари, що запобігає поширенню шкідливих речовин (інгредієнтів) у навколишньому середовищі.

### III клас небезпеки
- помірно небезпечні відходи зберігаються в тарі,

що забезпечує їх локалізацію, дозволяє здійснювати вантажно-
розвантажувальні і транспортні роботи, виключає поширення в 
навколишньому природному середовищі шкідливих речовин. 

### IV класу небезпеки
- Малонебезпечні відходи можуть зберігатися відкрито

на виробничій площадці в умовах, що дозволяють здійснювати вантажно-
розвантажувальні і транспортні роботи. Зазначені відходи без  негативних 
екологічних наслідків можуть бути об'єднані з побутовими відходами в 
місцях захоронення останніх або використані як ізолюючий матеріал, а також 
для різних робіт при плануванні території.